# Джон Едвард Грей
Джо́н Е́двард Ґре́й (англ. John Edward Gray; *12 лютого, 1800 — †7 березня 1885) — англійський зоолог. Син фармацевта та ботаніка Семюела Фредеріка Ґрея (1766–1828), старший брат зоолога Джорджа Роберта Ґрея (1808–1872).
Ґрей був хранителем відділу зоології Британського музею в Лондоні з 1840 до Різдва 1874 року. Опублікував кілька каталогів музейних колекцій, що містили як глибокий аналіз систематичних груп тварин, так і описання нових видів. Він вдосконалив зоологічні колекції музею і зробив їх одними з найкращих у світі.

## Біографія
Ґрей народився в Уолсоллі, але невдовзі його сім'я переїхала до Лондона, де Ґрей вивчав медицину. Він допомагав своєму батьку у написанні «Натуральної класифікації британських рослин» (The Natural Arrangement of British Plants) (1821). Він балотувався в Лондонське Ліннеївське товариство, але не набрав достатньої кількості голосів. Після цього він втратив інтерес до ботаніки, і почав займатися зоологією. Він розпочав працювати у відділі зоології Британського музею у 1824 році, допомагаючи Джону Джорджу Чілдрену каталогізувати колекцію рептилій. У 1840 році він заміщає Чілдрена на посаді хранителя відділу зоології. Протягом цього періоду він співпрацює з Бенджаміном Вотерхаузом Хокінзом, відомим митцем в галузі природознавства, допомагаючи у створенні тексту твору «Вибране зі звіринцю Ноуслі» (Gleanings from the Menagerie at Knowsley). Парк Ноуслі, біля Ліверпуля, був заснований Едвардом Стенлі, 13-м графом Дербі. Цей парк був одним з найбільших приватних звіринців у вікторіанській Англії.
У 1883 році він став одним з засновників Лондонського Королівського Товариства Ентомологів.
Протягом 50 років роботи в Британському музеї Ґрей написав близько 500 статей, включаючи багато описів нових для науки видів. Нові види дарували музею колекціонери з усього світу, і ці види належали до різноманітних груп тварин. Хоча опис нових птахів Ґрей зазвичай залишав своєму брату та колезі Джорджу. Ґрей був дуже активний у малакології — відділі зоології, що вивчає молюсків. Він описав та назвав багато морських молюсків, наприклад рід Lithopoma. На честь Ґрея названа індійська жовта чапля (Ardeola grayii).
Ймовірно, що Ґрей був першим філателістом. 1 травня 1840 року, в день коли почали продаватися перші у світі марки Чорне пенні, він придбав декілька, з наміром їх колекціонувати.